# 1992年冬季奧林匹克運動會日本代表團
1992年冬季奧林匹克運動會日本代表團是日本所派出的1992年冬季奧林匹克運動會代表團。日本選手參與除了冰球以外的所有項目。
開閉幕式掌旗官為短道速滑運動員川崎努，代表團長為越野滑雪運動員佐佐木一成。